# 에디 가르시아

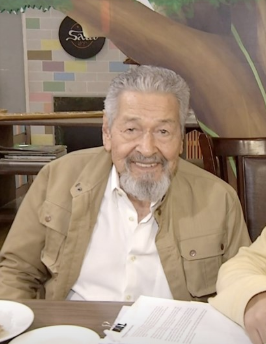

에디 가르시아(Eduardo Verchez García, 1929년 5월 2일 ~ 2019년 6월 20일)는 필리핀의 배우, 영화 감독, 희극 배우, 텔레비전 배우이다.
소르소곤 시티에서 태어났으며 마카티에서 사망하였다. 사인은 심근 경색이다.

## 영화
- 바버스 테일 (2013년)
- 브와카우 (2012년)
- 프레이베이트 벤자민 (2011년) - 비노 산토스 역
- Machete Maidens Unleashed! (2010년)
- 사형수의 감방 (2001년)
- 패시픽 블루 (1996년)
- 그때 우리는 (1976년)
- 분노의 철권 (1974년)
- 리칭 더 탑 (1971년)
- 비스트 오브 블러드 (1971년)
- 와일드 플라워 (1957년)